# Cleisomeria pilosula
Cleisomeria pilosula là một loài thực vật có hoa trong họ Lan. Loài này được (Gagnep.) Seidenf. & Garay mô tả khoa học đầu tiên năm 1972.